# Гроза муравьёв
«Гроза́ муравьёв» (англ. The Ant Bully) — американский мультипликационный фильм 2006 года, снятый режиссёром Джоном А. Дэвисом. Главные роли озвучили Джулия Робертс, Николас Кейдж, Мерил Стрип, Пол Джаматти и Зэк Эйсен. Продюсерами мультфильма являются Том Хэнкс, Гари Гоэцман и Джон А. Дэвис. Последняя кинороль Рикардо Монтальбана перед его смертью 14 января 2009 года.
Теглайн мультфильма: «This Summer It’s Crunch Time».

## Сюжет
В муравейнике на газоне один из муравьёв — волшебник Зок — собирает ингредиенты для своего волшебного зелья. Едва он завершает свою работу, как муравейник затапливает вода. Это дело рук десятилетнего мальчика Лукаса, перед домом которого и располагается газон. Лукас с семьёй недавно переехал жить на новое место, у него нет друзей, соседские дети постоянно издеваются над ним, а родственники не могут или не хотят находить с ним общий язык. Обиженный Лукас вымещает злобу на насекомых, за что муравьи называют его Разрушителем. За этим занятием его застает Стэн Билс, профессиональный дезинсектор, и уговаривает мальчика подписать договор на очистку участка, что якобы забыл сделать его отец.
После отъезда родителей на отдых, ночью Зок проникает в комнату Лукаса и выливает волшебное зелье ему в ухо, уменьшая мальчика до размеров муравья и забирая с собой под землю. Царица колонии приговаривает Лукаса не к смерти, чего ждали многие насекомые: он должен понять, что такое быть муравьем, и тогда его вернут к прежним размерам. Учить мальчика муравьиному укладу вызывается Хова — возлюбленная Зока — к негодованию последнего. Лукас довольно быстро привыкает к жизни в муравейнике, и даже завоевывает расположение муравьев, отогнав рой ос-паразитов взрывом петарды, лежавшей в траве.
Увидев в муравьиных галереях фреску с человеком, окруженным ядовитым облаком, Лукас с ужасом вспоминает, что скоро должен прибыть Стэн Билс. Прокравшись в дом, он пытается отменить заказ, но по ошибке звонит не по тому номеру. На обратном пути Зок, не желая терпеть человека рядом, прогоняет Лукаса из муравейника, но, видя как Хова привязалась к мальчику, все же решается его вернуть. Когда Лукаса съедает лягушка, Зок с трудом спасает его и других насекомых.
Утром Стэн Билс приезжает к дому и начинает методично истреблять насекомых. Поняв, что иного выхода нет, Лукас и муравьи объединяют усилия с осами, и пытаются влить в ухо Стэн Билс уменьшающее зелье, чтобы его остановить. Когда план проваливается (Стэн Билс носит наушники), в последний момент Лукас догадывается смазать зельем жало осы. От укола Стэн Билс частично уменьшается, превращаясь в карлика, и сбегает прочь.
Муравьи отпускают Лукаса с благодарностью и возвращают ему нормальный размер. Изменившийся мальчик наконец даёт отпор хулиганам, мирится с семьёй и начинает заботиться о муравейнике.

## Роли озвучивали
- Джулия Робертс — Хова, муравей-нянька
- Николас Кейдж — Зок, муравей-колдун
- Мерил Стрип — муравьиная королева
- Реджина Кинг — Крила, подруга Ховы
- Роб Полсен — Жук
- Зак Тайлер Айсен — Лукас Никль, «разрушитель муравейников»
- Ларри Миллер — Фрэд Никль, отец Лукаса
- Эллисон Мэк — Тиффани Никль, старшая сестра Лукаса
- Пол Джаматти — Стэн Билс, специалист по борьбе с насекомыми
- Лили Томлин — Момо

## Техническая информация
Хэнкс изначально задумал идею анимационного фильма после прочтения книги со своим ребёнком. Затем он отправил копию Дэвису, который работал над фильмом «Джимми Нейтрон, вундеркинд». Дэвис придумал потенциальный опыт в течение нескольких дней.
Кроме того, Хэнкс согласился, что история может быть значительно расширена (оригинальная книга насчитывает всего 2000 слов). У Алкорна была аналогичная первоначальная реакция на проект, как это сделал Дэвис.

Моя первая мысль, — вспоминал Алькорн, — была «только не ещё один мультфильм про муравьёв». Но, глядя на реальную историю, это было действительно о маленьком мальчике и о том, как он узнает о мире, вынужденный жить под его поверхностью.
Оригинальный текст (англ.)My first thought," recalled Alcorn, "was, 'not another ant movie.' But looking at the actual story, this was really about a little boy and how he learns about the world by having to live beneath the surface.
— Том Хэнкс
Дэвис утверждает, что он чувствовал себя кем-то вроде лицемера, когда он работал над сценарием, муравьи-плотники заражали его дом, и он вызвал истребителя.
Фильм был создан на 1400-процессорном кластере от DNA Productions, работающем под управлением Fedora Core 2 Linux с современным 2.6.x ядром.
Большинство приложений являются коммерческими, включая Maya, Houdini, MASSIVE и Pixar RenderMan.

## Релиз
Премьера мультфильма в США и Канаде состоялась 28 июля 2006 года, в Аргентине, Малайзии и Португалии — 17 августа 2006 года, в России и на Украине — 5 октября 2006 года, в Египте — 22 ноября 2006 года.

## Критика и отзывы
Веб-сайт обзорный агрегатор Rotten Tomatoes опубликовал рейтинг одобрения 63 % на основе 115 обзоров со средним рейтингом 6,2 из 10. Консенсус веб-сайта гласит: «Иногда изобретательно и остроумно, эти анимированные приключения в муравьином мире — приятная утечка». На Metacritic этот фильм имеет 59 баллов (с указанием «смешанных или средних обзоров») на основе 26 обзоров.
Рут Штейн из «San Francisco Chronicle» написал, что «Это хитрый путь, которым главный герой проникает в умы муравьев, когда они замышляют спасение от истребления.».
Лиза Шварцбаум из «Entertainment Weekly» любила Роберта и Кейджа в своих ролях и относилась к королеве муравьев, как к «превосходно магистерской». Она также писала, что «такие жизненные уроки, которые обычно выливаются в веселье, спускаются так же легко, как и желе» в «Грозе муравьёв». Однако Джеффри Э. Маккантс из Minneapolis Star Tribune писал, что «тяжёлый фильм, уроки ручной работы превращают его из забавного рока в мир мультяшных насекомых в предсказуемый и преуспевающий отбойник».
Лу Луменик из «Нью-Йорк пост» назвал фильм «родовым» и написал, что «взрослые будут менее очарованы его проповедью, разговорчивостью и коммунистическими политическими взглядами партии». Билл Мюллер из «The Arizona Republic» написал, что «„Гроза муравьев“, пытаясь сопоставить „Муравей Антц“ или „Приключения Флика“, просто врывается в большую дыру».
Джек Мэтьюз из нью-йоркской «Daily News» "был уверен в отсутствии ссылок на поп-культуру фильма и думал, что фильм не «разговаривает» с детьми. Кроме того, он отметил, что «взрослые могут быть удивлены (или, может быть, нет) христианской параллелью в религии муравьев».

## Сборы
Мультфильм к 16 ноября 2006 года собрал в Северной Америке 28 миллионов долларов, и в общей сложности 55 миллионов долларов США по всему миру. Предполагаемый бюджет производства составлял 50 миллионов долларов. Фильм был выпущен в Соединённом Королевстве 4 августа 2006 года.

## Саундтрек
| Оценки критиков | Оценки критиков |
| Источник        | Оценка          |
| --------------- | --------------- |
| AllMusic        | [ 13 ]          |

Музыкальная оценка саундтрека была составлена и проведена Джон А. Дэвис, и в этом мультфильме не было песен. Вся оценка фильма была выпущена Varèse Sarabande.
| №                   | Название                 | Длительность |
| ------------------- | ------------------------ | ------------ |
| 1.                  | «Parade of Ants»         | 1:04         |
| 2.                  | «Destroyer»              | 2:07         |
| 3.                  | «Sad Lucas»              | 1:01         |
| 4.                  | «Zac Attempts Potion»    | 1:45         |
| 5.                  | «Head of Council»        | 1:09         |
| 6.                  | «Parents Leave on Trip»  | 0:43         |
| 7.                  | «Zac Makes Potion»       | 0:58         |
| 8.                  | «Colony Floods»          | 0:49         |
| 9.                  | «Colony Destroys»        | 1:29         |
| 10.                 | «Mommo Awakens»          | 2:07         |
| 11.                 | «The Queen»              | 2:13         |
| 12.                 | «Team Competition»       | 2:49         |
| 13.                 | «Wasp Attack»            | 4:00         |
| 14.                 | «Honeydew Feast»         | 2:27         |
| 15.                 | «The Ant Mother»         | 2:27         |
| 16.                 | «Sneaking Home»          | 1:22         |
| 17.                 | «Hang Gliding»           | 2:03         |
| 18.                 | «Jellybeans»             | 1:25         |
| 19.                 | «Frog Attack»            | 2:17         |
| 20.                 | «Zac and Lucas»          | 2:19         |
| 21.                 | «Exterminator Arrives»   | 3:04         |
| 22.                 | «Asking for Wasp Help»   | 1:39         |
| 23.                 | «Launching the Attack»   | 1:49         |
| 24.                 | «Assault on Stan»        | 6:07         |
| 25.                 | «Lucas gets Named»       | 2:14         |
| 26.                 | «Home Coming»            | 1:15         |
| 27.                 | «Bullies and Sweet Rock» | 4:59         |
| Общая длительность: | Общая длительность:      | 57:41        |

## Видеоигра
Основная статья Гроза муравьёв (видеоигра)
Разработчиком игры «Гроза Муравьев» является компания Midway Games, официальная версия видеоигры к фильму вышла на GameCube, PlayStation 2, PC, Wii и Game Boy Advance 24 июля 2006. Игра была развита Монреальской студией Artificial Mind and Movement (A2M).